# Cross Border 2007
El Cross Border 2007 fue la primera edición de este torneo integrada por uniones de rugby y la única que tuvo como participantes a asociaciones de Chile. La competición fue patrocinada por la International Rugby Board junto a otro torneo que se desarrolló meses antes con clubes del Cuyo argentino y de Chile.
El sistema de disputa fue de tres llaves en régimen de ida y vuelta enfrentándose en cada una de ellas una asociación afiliada a la federación chilena y una unión afiliada a la unión argentina. Terminadas las llaves los equipos integraron una tabla general de clasificación, donde los ubicados en el 5.º y 6.º puesto disputaron la Copa de Bronce, los clasificados en 3.er y 4.º lugar fueron por la Copa de Plata y el 1.º y el 2.º por la Copa de Oro. Las posiciones finales coincidieron con las de la etapa clasificatoria.

## Equipos participantes
- Asociación de Rugby La Serena (ARLS) 1
- Asociación de Rugby Santiago (ARUSA)
- Asociación Regional de Rugby Valparaíso (ARRV)
- Unión de Rugby de Cuyo (URC)
- Unión Sanjuanina de Rugby (USR)
- Unión de Rugby de San Luis (URSL)

1 Sustituyó a la Asociación de Rugby de Concepción que se retiró a último momento

## Posiciones
| Pos. | Equipo     | Encuentros | Encuentros | Encuentros | Encuentros | Tantos  | Tantos    | Tantos     | Puntos |
| Pos. | Equipo     | jugados    | ganados    | empatados  | perdidos   | a favor | en contra | diferencia | Puntos |
| ---- | ---------- | ---------- | ---------- | ---------- | ---------- | ------- | --------- | ---------- | ------ |
| 1    | San Juan   | 2          | 2          | 0          | 0          | 215     | 7         | + 208      | 10     |
| 2    | Cuyo       | 2          | 2          | 0          | 0          | 187     | 26        | + 161      | 10     |
| 3    | San Luis   | 2          | 1          | 0          | 1          | 55      | 32        | + 23       | 6      |
| 4    | La Serena  | 2          | 1          | 0          | 1          | 32      | 55        | - 23       | 4      |
| 5    | Santiago   | 2          | 0          | 0          | 2          | 26      | 187       | - 161      | 0      |
| 6    | Valparaíso | 2          | 0          | 0          | 2          | 7       | 215       | - 208      | 0      |

Nota: Se otorgan 4 puntos al equipo que gane un partido, 2 al que empate y 0 al que pierda
Puntos Bonus: 1 punto por convertir 4 tries o más en un partido y 1 al equipo que pierda por no más de 7 tantos de diferencia
|  | Clasificados a la Final de Oro |

|  | Clasificados a la Final de Plata |

|  | Clasificados a la Final de Bronce |

## Resultados

### Llave 1
| 18 de noviembre 10.30 | La Serena | 20 - 17 | San Luis | Centro de Alto Rendimiento del Rugby, Santiago, Chile |  |
|                       |           |         |          | Árbitro(s): Andrés Hebozo                             |  |

| 24 de noviembre 14:00 | San Luis | 38 - 12 | La Serena | cancha de Chancay RC, San Luis, Argentina |  |

### Llave 2
| 18 de noviembre 12.10 | Valparaíso | 7 - 72 | San Juan | Centro de Alto Rendimiento del Rugby, Santiago, Chile |  |
|                       |            |        |          | Árbitro(s): Hugo Palacios                             |  |

| 24 de noviembre 14:00 | San Juan | 143 - 0 | Valparaíso | cancha de Los Alfiles, San Juan, Argentina |  |

### Llave 3
| 18 de noviembre 13.50 | Santiago | 19 - 68 | Cuyo | Centro de Alto Rendimiento del Rugby, Santiago, Chile |  |
|                       |          |         |      | Árbitro(s): Jaime Vial                                |  |

| 25 de noviembre 16:30 | Cuyo | 119 - 7 | Santiago | cancha de Liceo RC, Mendoza, Argentina |  |
|                       |      | Reporte |          |                                        |  |

## Finales[6]

### Final de Bronce
| 2 de diciembre | Santiago | 65 - 31 | Valparaíso |  |  |

### Final de Plata
| 2 de diciembre 11:00 | San Luis | 27 - 12 | La Serena |  |  |

### Final de Oro
| 2 de diciembre | San Juan | 33 - 20 | Cuyo |                        |                        |
|                |          | Reporte |      | Árbitro(s): Jaime Vial | Árbitro(s): Jaime Vial |

| Bandera de la Provincia de San Juan |
| Campeón San Juan                    |
| Primer título                       |

## Posiciones finales[7]
| Posición | Selección  |
| -------- | ---------- |
| 1        | San Juan   |
| 2        | Cuyo       |
| 3        | San Luis   |
| 4        | La Serena  |
| 5        | Santiago   |
| 6        | Valparaíso |